# 伊朗狼
伊朗狼（學名：Canis lupus pallipes），亦稱為亞洲狼，是狼的一個亞種。曾廣泛分佈於黎巴嫩、北以色列、沙地阿拉伯、土耳其、阿富汗、巴基斯坦及伊朗。牠們過去被認為是澳洲野犬的直屬祖先，但另一項較近期的研究則指澳洲野犬與家犬的親緣較接近。

## 特徵
伊朗狼站起來的身高介乎18至30英吋，而體重則大約55至70磅。牠們短短的、蒼白的皮毛幫助了牠們在牠們的棲息地當中隱藏於羊群中。牠們只有很少甚至沒有絨毛之類的皮毛，因為這樣可以在炎熱的中東氣候保持涼快。這種亞種嚎叫的頻率並不高。
過去曾認為印度狼是伊朗狼的一個變種，但近年的线粒体DNA研究中已証實印度狼應為一獨立種，並跟世上其他狼的亞種分開。
牠與阿拉伯狼的分別為毛色較黑、身型較大及比例上有較大的頭部。

## 現況
以色列看來是伊朗狼生存在中東的最後希望，這是因為以色列是唯一的一個國家對伊朗狼有較大規模及法律保護計劃。現在，大約有150至200隻伊朗狼在以色列的北部及中部生存。